# Аполлон-1
«Аполло́н-1» (англ. Apollo 1) — название, которое постфактум получила несостоявшаяся миссия корабля «Аполлон»/«Сатурн» 204 (AS-204). Во время подготовки к первому пилотируемому полёту по программе «Аполлон», планировавшемуся на 21 февраля 1967 года, на борту корабля возник сильный пожар, в результате которого весь экипаж погиб. Пожар произошёл 27 января 1967 года в ходе репетиции запуска на стартовом комплексе № 34 космического Центра им. Кеннеди. В огне погибли астронавты В. Гриссом, Э. Уайт и Р. Чаффи.
После злополучного пожара директор департамента пилотируемых полётов НАСА Джозеф Ши, ответственный за разработку космических аппаратов «Аполлон», был отстранён от проекта, а пилотируемые полёты по программе были задержаны на полтора года. Первый пилотируемый полёт, «Аполлон-7», состоялся только в октябре 1968 года, после проведения расследования и внесения многочисленных улучшений в конструкцию корабля. Корабли «Аполлон-2» и «Аполлон-3» — макеты для наземных испытаний и тренировок астронавтов, запускались в космос в 1966 году; «Аполлон-4», «Аполлон-5» (использована ракета, оставшаяся после пожара на «Аполлоне-1») и «Аполлон-6», полноценные корабли, запускались в беспилотном варианте в 1967—1968 годах.

## Причины катастрофы
На кораблях серии «Аполлон» использовалась атмосфера, состоящая из чистого кислорода при пониженном давлении. Её предпочли близкой к воздуху по составу кислородно-азотной газовой смеси, так как чистый кислород давал выигрыш по массе: из-за пониженного давления герметичная конструкция корабля становилась существенно легче, из-за простого состава среды упрощалась и облегчалась система жизнеобеспечения. Кроме того, упрощался и ускорялся выход в открытый космос. Во время полёта в вакууме рабочее давление в кабине составляло примерно 0,3 атм. Однако во время тренировок на земле и при подготовке к старту использовать пониженное давление внутри закрытой кабины было нельзя, так как корабль был рассчитан на избыточное давление изнутри, а не снаружи. Во время тренировки 27 января давление кислорода внутри корабля было даже выше атмосферного.
Первоначально для тренировок и на старте предлагалось использовать кислородно-азотную смесь, но НАСА отклонило это предложение. Мотивировалось это тем, что для осуществления такого решения потребуется дополнительное оборудование и, кроме того, кабина может быть случайно заполнена азотом, что создаст опасность для астронавтов. У НАСА имелся большой опыт работы с кислородной атмосферой (она использовалась на кораблях «Меркурий» и «Джемини»), поэтому специалисты считали такое решение безопасным. Однако расследование, проведённое после катастрофы, показало, что некоторые материалы (в частности, застёжки-липучки), вполне безопасные в обычном воздухе или в кислородной атмосфере при пониженном давлении, становятся крайне пожароопасными при большом давлении кислорода.
Непосредственной причиной возгорания, вероятно, послужила искра или короткое замыкание в электропроводке. Комиссия, проводившая расследование, выявила несколько потенциально опасных мест в конструкции корабля. После возгорания огонь распространялся очень быстро и повредил скафандры астронавтов. Сложная конструкция люка и его замков не позволила экипажу при сложившихся обстоятельствах спешно открыть люк изнутри. Комиссия установила, что астронавты погибли от остановки сердца, вызванной отравлением угарным газом.

## Стартовый комплекс № 34
Пусковой комплекс 34 был впоследствии использован только для запуска Аполлон-7, в дальнейшем был демонтирован.

На сохранившихся конструкциях установлены две мемориальные доски.

ПУСКОВОЙ КОМПЛЕКС 34 Пятница, 27 января 1967 18:31 

Посвящается памяти экипажа Аполлона 1: 

Подполковник Вирджил Гриссом 

Подполковник Эдвард Хиггинс Уайт II

Капитан 3-го ранга Роджер Чаффи 

Они отдали жизни, служа своей стране в непрерывном поиске последнего рубежа человечества. Запомните их не за то, как они умерли, а за те идеалы, ради которых они жили.Оригинальный текст (англ.)«
    LAUNCH COMPLEX 34
    Friday, 27 January 1967 1831 Hours 

    Dedicated to the living memory of the crew of the Apollo 1: 

    U.S.A.F. Lt. Colonel Virgil I. Grissom 

    U.S.A.F. Lt. Colonel Edward H. White, II 

    U.S.N. Lt. Commander Roger B. Chaffee 

    They gave their lives in service to their country in the ongoing exploration of humankind's final frontier. Remember them not for how they died but for those ideals for which they lived.».

.

«В память о тех, кто принёс наивысшую жертву для того, чтобы другие могли достать до звёзд. Через тернии к звёздам, в добрый путь, команда „Аполлона-1“».
Оригинальный текст (англ.)«In memory of those who made the ultimate sacrifice so others could reach for the stars, Ad astra per aspera (a rough road leads to the stars), God speed to the crew of Apollo 1».

.
- Стартовая площадка
- Мемориальная доска «LAUNCH COMPLEX 34»
- Мемориальная доска «In memory of»
- Мемориальные скамьи с именами астронавтов